# Slovacia la Jocurile Olimpice de vară din 2016
Slovacia a participat la Jocurile Olimpice de vară din 2016 de la Rio de Janeiro în perioada 5 – 21 august 2016, cu o delegație de 51 de sportivi, care a concurat în 11 sporturi. Cu un total de patru medalii, inclusiv două de aur, Slovacia s-a aflat pe locul 37 în clasamentul final.

## Participanți
Delegația slovacă a cuprins 51 de sportivi: 32 de bărbați și 19 de femei (rezervele la fotbal, handbal, hochei pe iarbă și scrimă nu sunt incluse). Cel mai tânăr atlet din delegația a fost arcașul Boris Baláž (18 ani), cel mai vechi a fost trăgătorul de tir Erik Varga (40 de ani).
| Sport         | Masculin | Feminin | Total |
| ------------- | -------- | ------- | ----- |
| Atletism      | 1        | 3       | 4     |
| Badminton     | 2        | 5       | 7     |
| Box           | 4        | 1       | 5     |
| Canotaj       | 1        | 1       | 2     |
| Ciclism       | 0        | 2       | 2     |
| Golf          | 2        | 2       | 4     |
| Haltere       | 5        | 4       | 9     |
| Judo          | 1        | 0       | 1     |
| Natație       | 1        | 1       | 2     |
| Navigație     | 2        | 2       | 4     |
| Taekwondo     | 1        | 2       | 3     |
| Tenis         | 2        | 0       | 2     |
| Tenis de masă | 1        | 2       | 3     |
| Tir           | 2        | 3       | 5     |
| Tir cu arcul  | 1        | 0       | 1     |
| Total         | 32       | 19      | 51    |

## Medalii

### Medaliați
| Medalie | Nume                                          | Sport       | Probă               | Dată      |
| ------- | --------------------------------------------- | ----------- | ------------------- | --------- |
| Aur     | Ladislav Škantár Peter Škantár                | Caiac canoe | C-2 masculin        | 11 august |
| Aur     | Matej Tóth                                    | Atletism    | 50 km marș masculin | 19 august |
| Argint  | Matej Beňuš                                   | Caiac canoe | C-1 slalom masculin | 9 august  |
| Argint  | Tibor Linka Denis Myšák Juraj Tarr Erik Vlček | Caiac canoe | K-4 1000 m masculin | 20 august |

### Medalii după sport
| Sport       | Aur | Argint | Bronz | Total |
| Caiac canoe | 1   | 2      | 0     | 3     |
| Atletism    | 1   | 0      | 0     | 1     |
| Total       | 2   | 2      | 0     | 4     |

## Natație
| Sportiv              | Probă         | Calificări | Calificări | Semifinale   | Semifinale   | Finală       | Finală       |
| Sportiv              | Probă         | Timp       | Loc        | Timp         | Loc          | Timp         | Loc          |
| -------------------- | ------------- | ---------- | ---------- | ------------ | ------------ | ------------ | ------------ |
| Katarína Listopadová | 100 m fluture | 59,57      | 29         | Nu a avansat | Nu a avansat | Nu a avansat | Nu a avansat |
| Katarína Listopadová | 100 m spate   | 1:01,43    | 22         | Nu a avansat | Nu a avansat | Nu a avansat | Nu a avansat |

| Sportiv         | Probă      | Calificări | Calificări | Semifinale   | Semifinale   | Finală       | Finală       |
| Sportiv         | Probă      | Timp       | Loc        | Timp         | Loc          | Timp         | Loc          |
| --------------- | ---------- | ---------- | ---------- | ------------ | ------------ | ------------ | ------------ |
| Richard Nagy    | 400 m mixt | 4:13,87    | 9          | N/A          | N/A          | Nu a avansat | Nu a avansat |
| Tomáš Klobučník | 100 m bras | 1:02,93    | 42         | Nu a avansat | Nu a avansat | Nu a avansat | Nu a avansat |